# Tortugues de les Galápagos
La Tortuga de les Galàpagos o Tortuga gegant de les Galàpagos (Chelonoidis niger) és l'espècie de tortuga més gran del gènere Chelonoidis (que també conté tres espècies més petites a l'Amèrica del Sud continental). L'espècie comprèn 15 subespècies (13 tàxons existents i 2 extints). És l'espècie viva més gran de tortuga, amb algunes tortugues modernes de Galápagos que pesen fins a 417 kg (919 lb). Amb una vida salvatge de més de 100 anys, és un dels vertebrats més longeus. Les tortugues de Galápagos en captivitat poden viure fins a 177 anys. Per exemple, un individu captiu, Harriet, va viure almenys 175 anys. Els exploradors espanyols, que van descobrir les illes al segle XVI, les van anomenar galápago, que significa "tortuga"
Les tortugues Galápagos són natives de set de les Illes Galápagos. La mida i la forma de la closca varien entre les subespècies i les poblacions. A les illes amb terres altes humides, les tortugues són més grans, amb closques abovedades i coll curt; a les illes amb terres baixes seques, les tortugues són més petites, amb closques amb una franja més fonda a la part superior i coll llarg. Les observacions de Charles Darwin sobre aquestes diferències en el segon viatge del Beagle el 1835, van contribuir al desenvolupament de la seva teoria de l'evolució.
El nombre de tortugues va disminuir de més de 250.000 al segle XVI a un mínim d'uns 15.000 a la dècada de 1970. Aquesta disminució va ser causada per la sobreexplotació de la subespècie per a la carn i l'oli, l'eliminació de l'hàbitat per a l'agricultura i la introducció d'animals no autòctons a les illes, com ara rates, cabres i porcs. Es creu que l'extinció de la majoria de llinatges de tortugues gegants també va ser causada per la depredació dels humans o dels avantpassats humans, ja que les tortugues no tenen depredadors naturals. Les poblacions de tortugues d'almenys tres illes s'han extingit en temps històrics a causa de les activitats humanes. Els exemplars d'aquests tàxons extingits existeixen en diversos museus i també estan sotmesos a anàlisis d'ADN. 12 subespècies de les 14-15 originals sobreviuen a la natura; una 13a subespècie (Chelonoidis abingdonii) només tenia un únic individu viu conegut, mantingut en captivitat i sobrenomenat Lonesome George (George el Solitari) fins a morir el juny de 2012. Unes altres dues subespècies, Chelonoidis niger (l'subespècie tipus de la tortuga Galápagos) de l'Illa Floreana i una subespècie no descrita de l'Illa de Santa Fe es va extingir a mitjan segle xix. Els esforços de conservació, a partir del segle xx, han donat com a resultat que milers de individus juvenils criats en captivitat fossin alliberats a les seves illes d'origen ancestrals, i s'estima que el nombre total de la subespècie va superar els 19.000 a principis del segle XXI. Malgrat aquest rebot, totes les subespècies supervivents estan classificades com a amenaçades per la Unió Internacional per a la Conservació de la Natura.
Les tortugues de Galápagos són una de les dues radiacions insulars de tortugues gegants que encara sobreviuen fins als nostres dies; l'altre és Aldabrachelys gigantea d'Aldabra i les Seychelles a l'oceà Índic, 700 km (430 mi) a l'est de Tanzània. Tot i que les radiacions de les tortugues gegants eren habituals a la prehistòria, els humans n'han eliminat la majoria a tot el món; l'única altra radiació de tortugues que va sobreviure fins a temps històrics, Cylindraspis de les Mascarenes, va ser portada a l'extinció al segle xix, i altres radiacions de tortugues gegants com la radiació Centrochelys a les Illes Canàries i una altra radiació Chelonoidis al Carib es van extingir abans d'això.

## Taxonomia

### Classificació primerenca
Les illes Galápagos van ser descobertes el 1535, però van aparèixer per primera vegada als mapes, de Gerardus Mercator i Abraham Ortelius, cap al 1570. Les illes es van anomenar "Insulae de los Galopegos" (Illes de les tortugues) en referència a les tortugues gegants que s'hi troben.
Inicialment, es pensava que les tortugues gegants de l'oceà Índic i les de les Galápagos eren la mateixa subespècie. Els naturalistes pensaven que els mariners havien transportat les tortugues allà. L'any 1676, l'autoritat pre-Linneu Claude Perrault es va referir a les dues subespècies com a Tortue des Indes. El 1783, Johann Gottlob Schneider va classificar totes les tortugues gegants com a "Testudo indica" ("tortuga índia"). El 1812, August Friedrich Schweigger els va anomenar Testudo gigantea ("tortuga gegantina"). L'any 1834, André Marie Constant Duméril i Gabriel Bibron van classificar les tortugues Galápagos com una subespècie separada, que van anomenar Testudo nigrita ("tortuga negra").

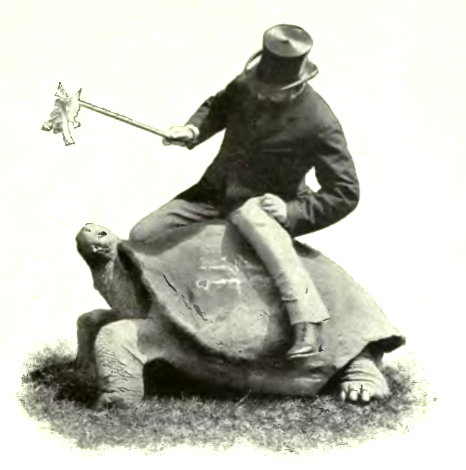
Walter Rothschild, catalogador de dues subespècies de tortugues de Galápagos

### Reconeixement de subpoblacions
La primera determinació sistemàtica de tortugues gegants va ser feta pel zoòleg Albert Günther del Museu Britànic, el 1875. Günther va identificar almenys cinc poblacions diferents de les Galápagos, i tres de les illes de l'oceà Índic. Va ampliar la llista el 1877 a sis de les Galápagos, quatre de les Seychelles i quatre de les Mascarenyes. Günther va plantejar la hipòtesi que totes les tortugues gegants descendien d'una única població ancestral que es va estendre per pont terrestres enfonsats. Aquesta hipòtesi es va desmentir més tard, a l'entendre que les Galápagos, els atols de les Seychelles i les illes Mascarenyes són tots d'origen volcànic recent i mai han estat vinculats a un continent per ponts terrestres. Ara es creu que les tortugues de Galápagos descendien d'un avantpassat sud-americà, mentre que les tortugues de l'Oceà Índic derivaven de poblacions ancestrals a Madagascar.
A finals del segle xix, Georg Baur i Walter Rothschild va reconèixer cinc poblacions més de tortuga de les Galápagos. El 1905–06, una expedició de l'Acadèmia de les Ciències de Califòrnia, amb Joseph R. Slevin a càrrec dels animals, va recollir exemplars que van ser estudiats per l'herpetòleg de l'Acadèmia John Van Denburgh. Va identificar quatre poblacions addicionals, i va proposar l'existència de 15 subespècies. La llista de Van Denburgh encara guia la taxonomia de la tortuga de les Galápagos, tot i que ara es creu que hi havia 10 poblacions.

### Noms actuals d'espècies i gèneres
La designació específica actual de niger, abans feminitzada a nigra ("negre" – Quoy i Gaimard, 1824b) va ressuscitar l'any 1984 després que es descobrís que era el sinònim sènior (un sinònim taxonòmic més antic que té prioritat històrica) per a la subespècie que utilitzava el nom d'elephantopus ("de peus d'elefant" - Harlan, 1827). La descripció llatina de Quoy i Gaimard explica l'ús de nigra: "Testudo toto corpore nigro" significa "tortuga amb el cos completament negre". Quoy i Gairmard van descriure nigra a partir d'un exemplar viu, però cap evidència indica que coneguessin la seva procedència exacta a les Galápagos: la localitat es va donar de fet, com a Califòrnia. Garman va proposar l'enllaç de nigra amb la subespècie extinta Floreana. Més tard, Pritchard va considerar convenient acceptar aquesta designació, malgrat la seva tenuïtat, per una interrupció mínima de la nomenclatura ja confusa de la subespècie. El sinònim de la subespècie encara més gran de californiana ("californiana" - Quoy i Gaimard, 1824a) es considera un nomen oblitum ("nom oblidat").
Anteriorment, es considerava que la tortuga de les Galápagos pertanyia al gènere Geochelone, conegut com a 'tortugues típiques' o 'tortugues terrestres'. A la dècada de 1990, el subgènere Chelonoidis va ser elevat a l'estatus genèric basat en proves filogenètiques que agrupaven els membres sud-americans de Geochelone en un clade independent (branca de l'arbre de la vida). Aquesta nomenclatura ha estat adoptada per diverses autoritats.

### Subespècies

Arxipèlag de les Galápagos anotat amb rangs de subespècies actualment reconegudes de tortuga de les Galápagos, les illes amb subespècies supervivents estan ombrejades. Tingueu en compte que diverses subespècies han estat ressuscitades o descrites des que es va fer el mapa, phantastica s'ha redescobert i wallacei ja no es considera vàlid.

Dins de l'arxipèlag, s'han identificat entre 14 i 15 subespècies de tortugues Galápagos, encara que només 12 sobreviuen fins als nostres dies. Cinc es troben en illes separades; cinc d'ells als volcans de l'Illa Isabela. Diverses de les subespècies supervivents estan seriosament en perill d'extinció. Una tretzena subespècie, Chelonoidis nigra abingdonii de l'illa Pinta, està extinta des de 2012. L'últim exemplar conegut, anomenat George el Solitari, va morir en captivitat el 24 de juny de 2012; George s'havia aparellat amb tortugues femelles de diverses altres subespècies, però cap dels ous d'aquests aparellaments va fer eclosió. La subespècie que habita a Illa Floreana (G. niger) es creu que va ser caçat fins a l'extinció el 1850, només 15 anys després de la visita històrica de Charles Darwin el 1835, quan va veure les closques, però no hi havia tortugues vives. No obstant això, les proves recents d'ADN mostren que una població no autòctona barrejada actualment a l'illa d'Isabela té una semblança genètica amb la subespècie nativa de Floreana, cosa que suggereix que G. niger no s'ha extingit del tot. L'existència de la tortuga de les Galápagos de l'illa Fernandina de l'illa Fernandina va ser discutida, ja que es va descriure a partir d'un sol exemplar que podria haver estat una introducció artificial a l'illa; tanmateix, l'any 2019 es va trobar una femella viva, que probablement confirmava la validesa de la subespècie.
Abans del coneixement generalitzat de les diferències entre les poblacions (de vegades anomenades races) de diferents illes i volcans, les col·leccions captives dels zoològics es van barrejar indiscriminadament. La descendència fèrtil va resultar d'aparellaments d'animals de diferents races. Tot i això, els encreuaments en captivitat entre tortugues de diferents races tenen una fertilitat més baixa i una mortalitat més alta que els entre tortugues de la mateixa raça, i els exemplars captius en ramats mixtes normalment dirigeixen el festeig només cap als membres de la mateixa raça.
Els noms científics vàlids de cadascuna de les poblacions individuals no són universalment acceptats, i alguns investigadors encara consideren que cada subespècie és una espècie diferent. Abans del 2021, totes les subespècies estaven classificades, però com una espècie diferent L'estudi del 2021 que va analitzar el nivell de divergència dins de la radiació extinta de les Índies Occidentals Chelonoidis i la va comparar amb la radiació de les Galápagos va trobar que el nivell de divergència dins d'ambdós clades podria haver estat significativament sobreestimat i va donar suport una vegada més a la reclassificació de totes les tortugues Galápagos com a subespècies d'una sola subespècie, C. niger. Aquest va ser seguit pel Grup de treball sobre taxonomia de tortugues i la Base de dades de rèptils més tard aquell any. L'estat taxonòmic de les diferents races no està completament resolt.

## Història evolutiva
Totes les subespècies de tortuga de Galápagos van evolucionar a partir d'ancestres comuns que van arribar des de l'Amèrica del Sud continental per dispersió per sobre de l'aigua. Els estudis genètics han demostrat que la tortuga del Chaco d'Argentina i del Paraguai és el seu parent viu més proper. La població fundadora mínima era una femella embarassada o una parella reproductora. La supervivència en el viatge oceànic de 1.000 km es té en compte perquè les tortugues són flotants, poden respirar allargant el coll per sobre de l'aigua i poden sobreviure mesos sense menjar ni aigua dolça. Com que són mals nedadors, probablement el viatge va ser passiu facilitat pel Corrent de Humboldt, que es desvia cap a l'oest cap a les illes Galápagos des del continent. Els avantpassats del gènere es creu que Chelonoidis es va dispersar de manera similar des d'Àfrica fins a Amèrica del Sud durant l'Oligocè.
El parent viu més proper (encara que no és un avantpassat directe) de la tortuga gegant de Galápagos és la tortuga del Chaco (Geochelone chilensis), una subespècie molt més petita d'Amèrica del Sud. La divergència entre C. chilensis i C. niger probablement es va produir fa 11,95–25 milions d'anys, un esdeveniment evolutiu anterior a la formació volcànica de les illes Galápagos modernes més antigues fa 5 milions d'anys. L'anàlisi de l'ADN mitocondrial indica que les illes més antigues existents (Española i San Cristóbal) van ser colonitzades primer, i que aquestes poblacions van sembrar les illes més joves mitjançant la dispersió d'una manera ràpida mitjançant els corrents locals. El flux genètic restringit entre illes aïllades va donar lloc a l'evolució independent de les poblacions cap a les formes divergents observades a la subespècie moderna. Així, les relacions evolutives entre les subespècies es fan ressò de la història volcànica de les illes.

### Subespècies
Els mètodes moderns de ADN han revelat nova informació sobre les relacions entre les subespècies:

#### Illa Isabela
Les cinc poblacions que viuen a l'illa més gran, Isabela, són les que són objecte de més debat sobre si són subespècies reals o només poblacions o subespècies diferents. Està àmpliament acceptat que la població que viu al volcà més al nord, Volcan Wolf, és genèticament independent de les quatre poblacions del sud i, per tant, és una subespècie separada. Es creu que és derivada d'un esdeveniment de colonització diferent dels altres. Aparentment, una colonització de l'illa de Santiago va donar lloc a la subespècie Volcan Wolf (C. n. becki) mentre que es creu que les quatre poblacions del sud descendeixen d'una segona colonització de l'illa més meridional de Santa Cruz. Es creu que les tortugues de Santa Cruz van colonitzar per primera vegada el volcà Sierra Negra, que va ser el primer dels volcans de l'illa que es va formar. Aleshores, les tortugues es van estendre al nord fins a cada volcà de nova creació, donant lloc a les poblacions que viuen al volcà Alcedo i després al volcà Darwin. Les evidències genètiques recents mostren que aquestes dues poblacions són genèticament diferents entre si i de la població que viu a Sierra Negra (C. guentheri) i, per tant, formen la subespècie C. n. vandenburghi (Alcedo) i C. n. microphyes (Darwin). Es creu que vivint al volcà més meridional (C. n. vicina) s'ha separat de la població de Sierra Negra més recentment i, per tant, no és tan diferent genèticament com els altres dos. Isabela és l'illa formada més recentment que habiten les tortugues, de manera que les seves poblacions han tingut menys temps per evolucionar de manera independent que les poblacions d'altres illes, però segons alguns investigadors, totes són genèticament diferents i s'han de considerar cadascuna com a subespècie separada.

#### Illa Floreana
L'anàlisi filogenètica pot ajudar a «ressuscitar» la subespècie extinta de Floreana (C. n. niger), una subespècie coneguda només de les restes de subfòssils. Es va trobar que algunes tortugues d'Isabela coincideixen parcialment amb el perfil genètic d'exemplars de l'illa Floreana que estan a col·leccions de museus, possiblement indicant la presència d'híbrids híbrids d'una població transportada per humans de Floreana a Isabela, resultant d'individus transportats deliberadament entre les illes, o d'individus llançats per la borda des de vaixells per alleugerir la càrrega. S'han identificat nou descendents de Floreana d a la població captiva del Centre de Cria Fausto Llerena de Santa Cruz; la petjada genètica es va identificar en els genomes de la descendència híbrida. Això permet la possibilitat de restablir un tàxon reconstruït a partir de la cria selectiva dels animals híbrids. A més, possiblement encara existeixen individus de la subespècie. L'anàlisi genètica d'una mostra de tortugues de Volcan Wolf va trobar 84 exemplars de primera generació. C.n. híbrids niger, alguns de menys de 15 anys. S'estima que la diversitat genètica d'aquests individus va requerir 38 exemplars de C. n. pares niger, molts dels quals encara podrien estar vius a l'illa Isabela.

#### Illa Pinta

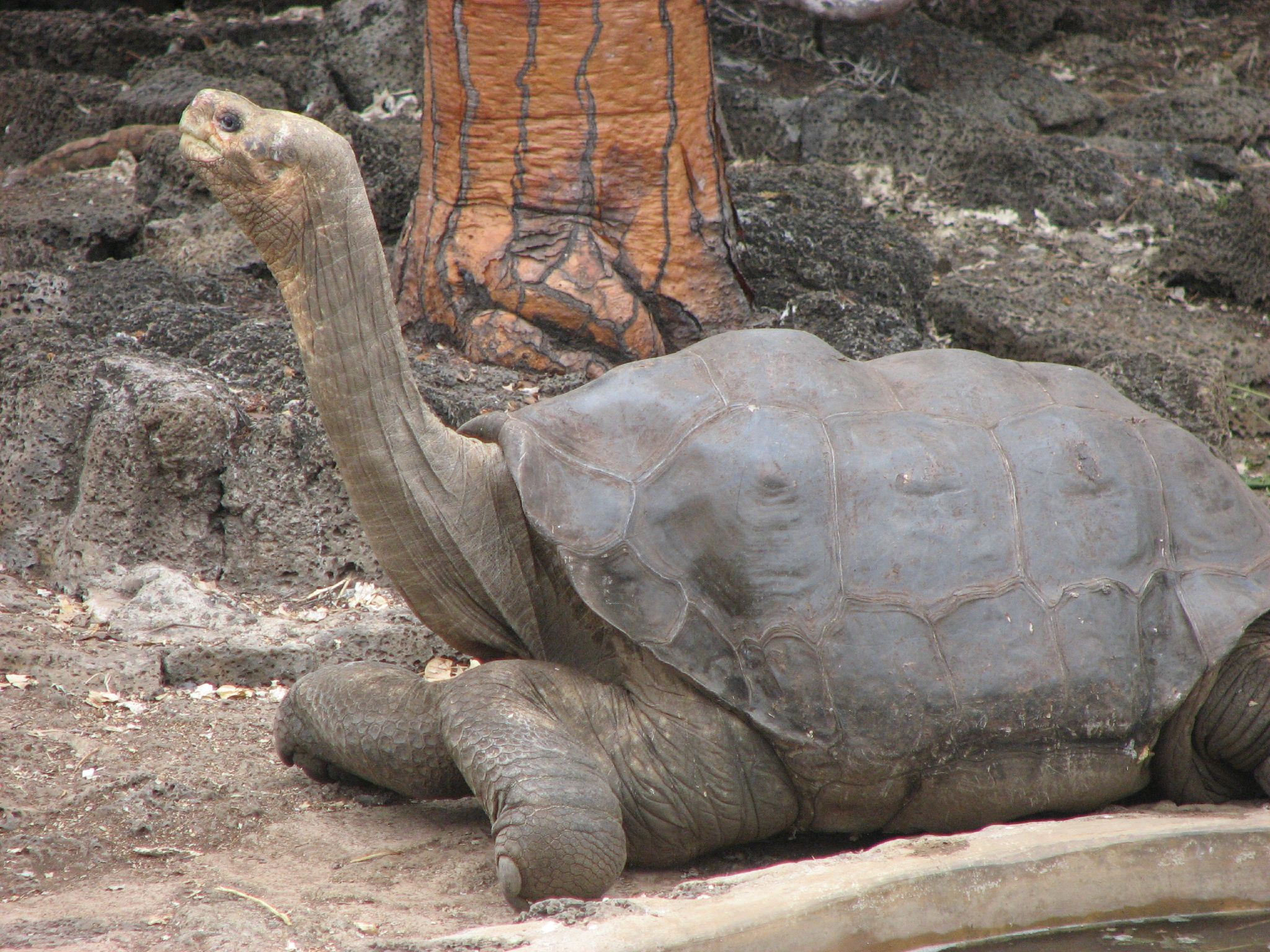
C. n. abingdonii George el Solitari a la Charles Darwin Research Station, el 2006

S'ha trobat que la subespècie de l'illa Pinta (C. n. abingdonii, avui extinta) està més estretament relacionada amb les subespècies de les illes de San Cristóbal (C. n. chathamensis) i Española (C. n. hoodensis) que es troben a més de 300 km de distància, en lloc de ser.-ho amb els de la veïna illa d'Isabela, com s'havia suposat anteriorment. Aquesta relació és atribuïble a la dispersió per part del fort corrent local de San Cristóbal cap a Pinta. Aquest descobriment va fer que hi hagués nous intents de preservar el llinatge C. n. abingdonii i la recerca d'una parella adequada per a Lonesome George, que havia estat aparellat amb femelles d'Isabela. L'esperança era reforçada pel descobriment d'un C. n. abingdonii mascle híbrid a la població del volcà Wolf al nord d'Isabela, fet que planteja la possibilitat que hi hagi més descendents vius de Pinta no descoberts.

#### Illa Santa Cruz
Els estudis d'ADN mitocondrial de tortugues a l'illa de Santa Cruz mostren fins a tres llinatges genèticament diferents que es troben en distribucions poblacionals no superposades al voltant de les regions de Cerro Montura, Cerro Fatal i La Caseta. Encara que tradicionalment s'agrupen en una sola subespècie ( C. n. porteri), tots els llinatges estan més relacionats amb les tortugues d'altres illes que entre si: Les tortugues de Cerro Montura estan més estretament relacionades amb C. n. duncanensis de Pinzón, les de Cerro Fatal a C. n. chathamensis de San Cristóbal, i les de La Caseta a les quatre races del sud d'Isabela així com les tortugues Floreana.
El 2015, les tortugues de Cerro Fatal van ser descrites com un tàxon diferent, donfaustoi. Abans de la identificació d'aquesta subespècie mitjançant anàlisi genètica, es va observar que hi havia diferències en les closques entre les Tortugues de Cerro Fatal i altres tortugues a Santa Cruz Mitjançant la classificació de les tortugues del Cerro Fatal en un nou tàxon, es pot prestar més atenció a la protecció del seu hàbitat, segons Adalgisa Caccone, que és membre de l'equip que fa aquesta classificació.

#### Illa Pinzón
Quan es va descobrir que la petita illa central de Pinzón només tenia entre 100 i 200 adults molt vells i que cap tortuga jove havia sobreviscut fins a l'edat adulta durant potser més de 70 anys, els científics residents van iniciar el que finalment es convertiria en el 'Tortoise Breeding and Rearing Program' (Programa de cria de tortugues gegants). Durant els següents 50 anys, aquest programa va donar lloc a grans èxits en la recuperació de les poblacions de tortugues gegants a tot l'arxipèlag.
L'any 1965, els primers ous de tortuga recollits dels nius naturals de l'illa Pinzón van ser portats a l'Estació d'Investigació Charles Darwin, on completarien el període d'incubació i després farien eclosió, convertint-se en les primeres tortugues joves criades en captivitat. La introducció de rates negres a Pinzón en algun moment de la segona meitat del segle xix havia donat lloc a l'erradicació completa de totes les tortugues joves. Les rates negres havien estat menjant ous i cries de tortuga, destruint efectivament el futur de la població de tortugues. Només la longevitat de les tortugues gegants els va permetre sobreviure fins que el Parc Nacional Galápagos, la Fundació Charles Darwin, el Raptor Center i els laboratoris Bell van eliminar les rates invasores el 2012. El 2013, anunciant un pas important en la recuperació de les tortugues a Pinzón, les cries van sorgir dels nius de tortugues natives de Pinzón i el Parc Nacional Galápagos va retornar amb èxit 118 cries a la seva illa natal. Els científics van tornar a l'illa Pinzón a finals de 2014 i van continuar observant cries de tortugues (ara més grans), cosa que indica que el reclutament natural s'està produint a l'illa sense obstacles. També van descobrir una subespècie de caragol nova per a la ciència. Aquests resultats apassionants posen de manifest el valor de conservació d'aquesta rellevant acció de gestió. A principis de 2015, després d'un seguiment exhaustiu, els socis van confirmar que les illes Pinzón i Plaza Sur ara estan lliures de rosegadors.

#### Illa Española
A l'illa sud d'Española només es van trobar 14 tortugues adultes, dos mascles i 12 femelles. Aparentment, les tortugues no es trobaven entre elles, de manera que no es va produir cap reproducció. Entre 1963 i 1974, les 14 tortugues adultes descobertes a l'illa van ser portades al centre de tortugues de Santa Cruz i es va iniciar un programa de cria de tortugues. El 1977, un tercer mascle de tortuga espanyola va ser retornat a les Galápagos des del zoològic de San Diego i es va unir al grup de cria. Després de 40 anys de treball reintroduint animals captius, un estudi detallat de l'ecosistema de l'illa ha confirmat que té una població estable i reproductora. On abans se'n coneixien 15, ara hi ha més de 1.000 tortugues gegants habitant a l'illa d'Espanyola. Un equip d'investigació ha descobert que més de la meitat de les tortugues alliberades des de les primeres reintroduccions encara són vives i que es reprodueixen prou bé perquè la població progressi sense ajuda. El gener del 2020, es va informar àmpliament que Diego, un mascle de tortuga de 100 anys, va ressuscitar el 40% de la població de tortugues de l'illa i és conegut com el "Playboy Tortoise".

#### Illa Fernandina
La subespècie C. n. phantasticus de l'illa Fernandina es coneixia originalment a partir d'un sol exemplar (un mascle vell del viatge de 1905–06) trobat a l'illa No hi havia cap altra tortuga ni restes. Durant molt de temps després del seu albirament, es va suggerir que l'exemplar era una introducció artificial d'altres llocs. Fernandina no té assentaments humans ni mamífers ferals, així que si aquesta subespècie hagués existit mai, la seva extinció hauria estat per mitjans naturals, com l'activitat volcànica. No obstant això, ocasionalment, hi ha hagut informes de tortugues trobades a Fernandina. El 2019, finalment es va descobrir un exemplar femella d'edat avançada a Fernandina i es va traslladar a un centre de cria, i les proves trobades a l'expedició indiquen que probablement hi ha més individus a la natura. S'ha teoritzat que la raresa de la subespècie pot ser deguda a l'hàbitat dur en què sobreviu, com els fluxos de lava que se sap que cobreixen sovint l'illa.

#### Illa de Santa Fe
L'extinta subespècie de l'illa de Santa Fe encara no s'ha descrit i, per tant, no té nom binomi, ja que s'ha identificat a partir de l'evidència limitada de fragments d'os (però sense closques, la part més duradora) de 14 individus, ous vells i fems vell, trobats a l'illa entre 1905 i 1906. L'illa no ha estat mai habitada per l'home ni s'ha introduït cap depredador, però s'han informat de baleners que transporten tortugues fora de l'illa. Estudis genètics posteriors dels fragments d'os indiquen que la subespècie de Santa Fe era diferent i era més estretament relacionat amb C. n. hoodensis. Una població de C. n. hoodensis ha estat reintroduïda i establerta a l'illa per omplir el paper ecològic de la tortuga de Santa Fe.

#### Subespècies d'existència dubtosa
La suposada subespècie de l'Illa Rábida (C. n. wallacei) va ser descrita a partir d'un sol exemplar recollit per l'Acadèmia de Ciències de Califòrnia el desembre de 1905, que des de llavors s'ha perdut. Probablement, aquest individu va ser una introducció artificial d'una altra illa que originàriament es trobava a Rábida al costat d'un bon fondeig, ja que cap registre contemporani de caça de balenes o de foca no fa menció de l'eliminació de tortugues d'aquesta illa.

## Descripció
Les tortugues tenen una gran closca òssia de color marró o gris apagat. Les plaques de la closca es fusionen amb les costelles en una estructura protectora rígida que s'integra a l'esquelet. Els líquens poden créixer a les closques d'aquests animals de moviment lent. Les tortugues mantenen un patró característic d'escut (segment de closca) a les seves closques durant tota la vida, tot i que les bandes de creixement anuals no són útils per determinar l'edat perquè les capes exteriors es desgasten amb el temps. Una tortuga pot retirar el cap, el coll i les extremitats anteriors a la seva closca per protegir-se. Les potes són grans i gruixudes, amb la pell seca i escamosa i escates. Les potes davanteres tenen cinc urpes, les posteriors quatre.

### Gigantisme
El descobridor de les illes Galápagos, fra Tomás de Berlanga, bisbe de Panamà, va escriure l'any 1535 sobre "tortugues tan grans que cadascuna podia portar un home a sobre." El naturalista Charles Darwin va comentar després del seu viatge tres segles més tard, el 1835, "Aquests animals creixen d'una mida immensa ... uns quants eren tan grans que necessitaven sis o vuit homes per aixecar-los del terra". Els individus més grans registrats han assolit pesos de més de 400 kg (880 lb) i longituds de 187 metres (614 ft). La superposició de mida és àmplia amb la Tortuga gegant d'Aldabra, però considerada com a subespècie, la tortuga de les Galápagos sembla tenir una mitjana una mica més gran, amb uns pesos superiors a 185 kg (408 lb) de forma una mica més comuna. Els pesos a les subespècies de cos més gran van des de 272 a 317 kg en mascles madurs i de 136 a 181 kg en femelles adultes. No obstant això, la mida és variable entre les illes i les subespècies; els de l'illa de Pinzón són relativament petits amb un pes màxim conegut de 76 kg (168 lb) i una longitud de closca d'aproximadament 61 cm (24 in) en comparació amb l'abast de 75 a 150 cm (30 a 59 in) a les tortugues de l'illa de Santa Cruz. El gegantisme de les tortugues probablement va ser un tret útil als continents i va servir de manera fortuïta per la colonització reeixida d'aquestes remotes illes oceàniques més que com a exemple de gegantisme insular evolucionat. Les tortugues grans tindrien més possibilitats de sobreviure al viatge per l'aigua des del continent, ja que poden aguantar el seu cap a una alçada més gran per sobre del nivell de l'aigua i tenir una proporció superfície/volum més petita, que redueix la pèrdua d'aigua osmòtica. Les seves importants reserves d'aigua i greix permetrien a les tortugues sobreviure a llargues travessies oceàniques sense menjar ni aigua dolça, i suportar el clima propens a la sequera de les illes. Una mida més gran els va permetre tolerar millor les temperatures extremes a causa de la gigantotèrmia. S'han descrit tortugues gegants fòssils de l'Amèrica del Sud continental que donen suport a aquesta hipòtesi de gegantisme que preexistia a la colonització de les illes.

### Forma de la closca
Les tortugues de Galápagos posseeixen dues formes principals de closca que es correlacionen amb la història biogeogràfica del grup de subespècies. Exhibeixen un espectre de morfologia de la closca que va des de "sella" (que denota un arc cap amunt de la vora frontal de la closca que s'assembla a una sella) fins a “cúpula” (que denota una superfície convexa arrodonida que s'assembla a una cúpula). Quan una tortuga de cadira retira el cap i les extremitats anteriors a la seva closca, queda un gran buit sense protecció sobre el coll, prova de la manca de depredació durant l'evolució d'aquesta estructura. Les illes més grans amb terres altes humides de més de 800 m (2,600 ft) d'elevació, com Santa Cruz, tenen abundant vegetació prop del sòl. Les tortugues natives d'aquests entorns solen tenir closques abovedades i són més grans, amb colls i extremitats més curts. Les tortugues de sella s'originen a illes petites a menys de 500 m (1,600 ft) en elevació amb hàbitats secs (per exemple, Española i Pinzón) que són més limitades en aliments i altres recursos. Dos llinatges de tortugues Galápagos posseeixen l'illa de Santa Cruz i quan s'observa es conclou que, malgrat les similituds compartides dels patrons de creixement i els canvis morfològics observats durant el creixement, els dos llinatges i els dos sexes es poden distingir sobre la base de les característiques diferents de la closca. Els llinatges es diferencien per la forma dels escuts vertebrals i pleurals. Les femelles tenen una forma de closca més allargada i més ampla que els mascles. La forma de la closca canvia amb el creixement, amb els escuts vertebrals que es fan més estrets i els escuts pleurals es fan més grans durant l'ontogènia tardana.

### Implicacions evolutives
En combinació amb colls i extremitats proporcionalment més llargs, es creu que l'estructura inusual de la closca de cadira és una adaptació per augmentar l'abast vertical, la qual cosa permet a la tortuga moure's per vegetació alta com l'Opuntia (pera noguera) cactus que creix en ambients àrids. Aquests són més territorials i varietats més petites que amb cúpula, possiblement adaptacions a recursos limitats. Alternativament, les tortugues més grans poden ser més adequades a elevacions elevades perquè poden resistir les temperatures més fresques que es produeixen amb la coberta de núvols o la boira.
Una hipòtesi competidora és que, en comptes de ser principalment una adaptació a l'alimentació, la forma distintiva de la sella i les extremitats més llargues podrien haver estat una característica sexual secundària dels mascles de sella. La competència masculina sobre els companys es resol mitjançant les manifestacions de domini sobre la base de l'alçada vertical del coll en lloc de la mida del cos Això es correlaciona amb l'observació que els mascles de sella són més agressius que els mascles amb cúpula La distorsió de la closca i l'allargament de les extremitats i el coll a les muntanyes és probablement un compromís evolutiu entre la necessitat d'una mida corporal petita en condicions seques i un alt abast vertical per a les mostres de domini.
Probablement, la closca de sella va evolucionar de manera independent diverses vegades en hàbitats secs, ja que la similitud genètica entre poblacions no es correspon amb la seva forma. Les tortugues de sella, per tant, no estan necessàriament més estretament relacionades entre si que amb les seves contraparts abovedades, com a forma no està determinat per un fons genètic similar, sinó per un altre ecològic similar.

### Dimorfisme sexual
El dimorfisme sexual és més pronunciat a les poblacions de tortugues en les quals els mascles tenen obertures frontals més angulades i més altes, donant una aparença de sella més extrema. Els mascles de totes les varietats generalment tenen cues més llargues i plastrons còncaus més curts, amb poms gruixuts a la vora posterior per facilitar l'aparellament. Els mascles són més grossos que les femelles. Els mascles adults pesen al voltant de 272 a 317 kg mentre que les femelles pesen entre 136 i 181 kg.

## Comportament

### Rutina
Les tortugues són ectotèrmiques (de sang freda), de manera que s'escalfen entre 1 i 2 hores després de l'alba per absorbir la calor del sol a través de les seves closques fosques abans de buscar menjar activament durant 8 a 9 hores al dia. Viatgen principalment a primera hora del matí o a última hora de la tarda entre les zones de descans i pasturatge. S'ha observat que caminen a una velocitat de 0.3 km/h (0.2 mph).
A les illes més grans i humides, les tortugues migren estacionalment entre cotes baixes, que es converteixen en planes herbades a l'estació humida, i zones de prats de més altitud (fins a 2,000 ft (610 m) a l'estació seca. Les mateixes rutes s'han utilitzat durant moltes generacions, creant camins ben definits a través del sotabosc conegut com a "carreteres de tortugues". En aquestes illes més humides, les tortugues amb cúpula són gregaris i sovint es troba en grans ramats, en contrast amb la disposició més solitària i territorial de les tortugues de sella.
De vegades, les tortugues descansen a les aigües de fang o a les piscines formades per la pluja, que poden ser alhora una resposta termoreguladora durant les nits fresques i una protecció contra paràsits com ara mosquits i paparres. Els paràsits es combaten prenent banys de pols en sòl solt. S'ha observat que algunes tortugues s'hi refugien a la nit sota les roques que sobresurten. S'han observat altres dormint en una depressió còmoda a la terra o sobre arbusts com si fos palla. Les tortugues locals, que utilitzen els mateixos llocs, com ara al volcà Alcedo, donen lloc a la formació de petites fosses sorrenques.

### Dieta

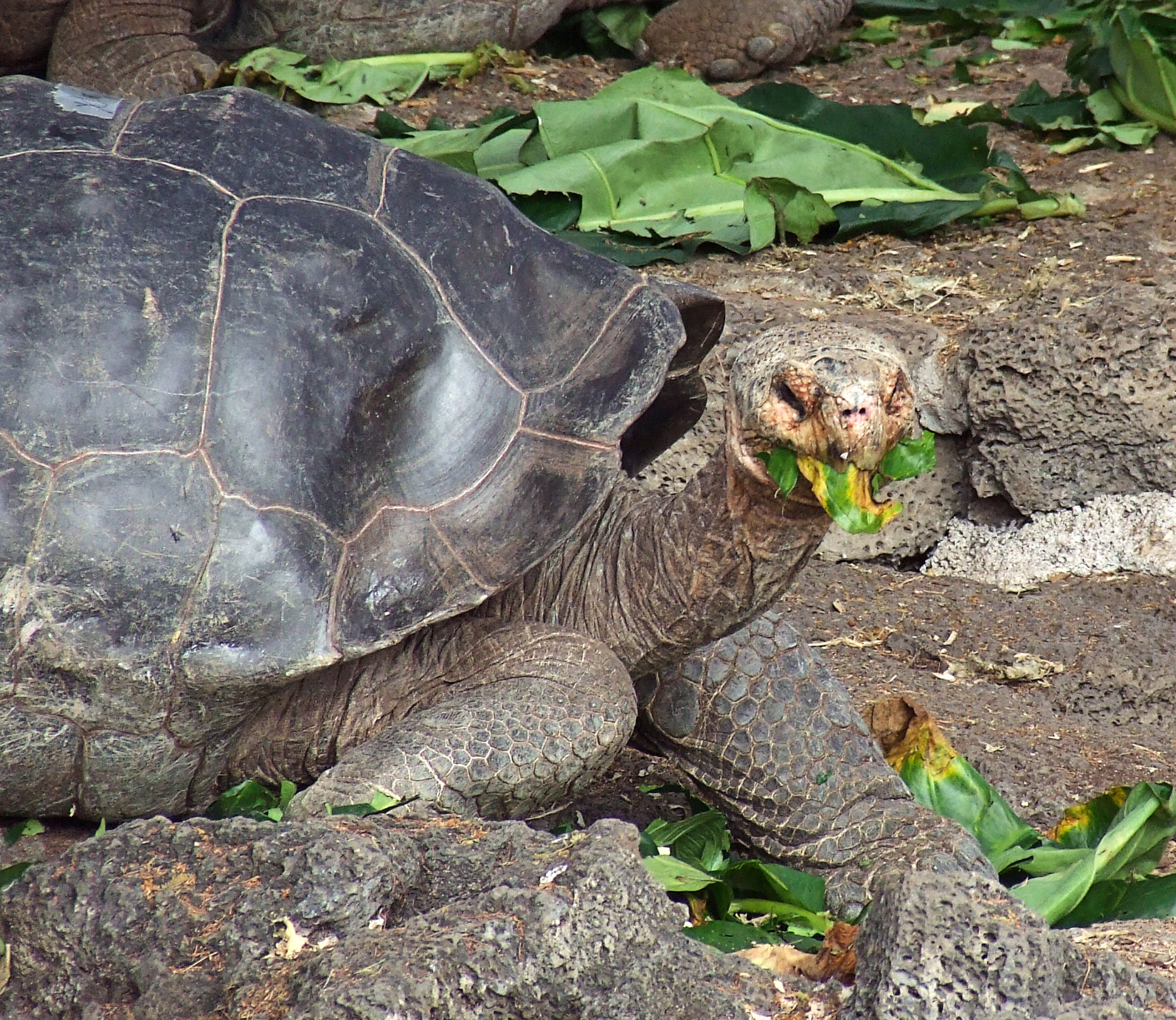

Les tortugues són herbívorss que consumeixen una dieta de cactus, herbes, fulles, líquens, baies, melons, taronges i llets. S'han documentat alimentant-se de Hippomane mancinella (poma verinosa), la guaiaba endèmica Psidium galapageium, la falguera d'aigua Azolla microphylla, bromeliad Tillandsia insularis i el tomàquet de les Galàpagos Solanum cheesmaniae. Les tortugues juvenils es mengen una mitjana del 16,7% del seu propi pes corporal en matèria seca al dia, amb una eficiència digestiva aproximadament igual a la dels mamífers herbívors que fermenten l'intestí posterior com els cavalls i els rinoceronts.
Les tortugues adquireixen la major part de la seva humitat de la rosada i la saba de la vegetació (especialment el cactus Opuntia); per tant, poden sobreviure més de 6 mesos sense aigua. Poden aguantar fins a un any quan estan privats de tot menjar i aigua, .sobreviuen descomponent el greix corporal per produir aigua com a subproducte. Les tortugues també tenen metabolismes molt lents. Quan tenen set, poden beure grans quantitats d'aigua molt ràpidament, emmagatzemant-la a les bufetes i a l'"arrel del coll" (el pericardi), ambdós servien per convertir-los en fonts d'aigua útils als vaixells. A les illes àrides, les tortugues llepen rosada matinal dels blocs, i l'acció repetida durant moltes generacions ha format depressions de mitja esfera a la roca.

### Els sentits
Pel que fa als seus sentits, Charles Darwin va observar: "Els habitants creuen que aquests animals són absolutament sords; per descomptat, no escolten una persona caminant a prop d'ells. Sempre em va fer gràcia quan avançava a un d'aquests grans monstres, ja que caminava tranquil·lament, per veure com de sobte, en l'instant en què passava, li arrossegava el cap i les cames, i proferint un profund xiulet caigué a terra amb un so fort, com si l'haguessin colpejat mort." Encara que les tortugues no són sordes, les tortugues depenen molt més de la visió i l'olfacte com a estímuls que de l'oïda.

### Mutualisme
Les tortugues comparteixen una relació de mutualisme amb algunes subespècies de pinsà de les Galápagos i els sinsonis. Els ocells es beneficien de la font d'aliment i les tortugues s'eliminen dels ectoparàsits irritants.
Petits grups de pinsans inicien el procés saltant a terra de manera exagerada de cara a la tortuga. La tortuga indica que està a punt aixecant-se i estenent el coll i les potes, permetent als ocells arribar a llocs inaccessibles del cos de la tortuga, com ara el coll, les potes posteriors, l'obertura de la cloaca i la pell entre el plastró i la closca.
S'ha observat que algunes tortugues exploten aquesta relació mutualista per consumir ocells que pretenen col·laborar a netejar-los. Després d'aixecar-se i estendre les seves extremitats, l'ocell pot passar per sota de la tortuga per investigar, i de sobte la tortuga retira les seves extremitats per caure i matar l'ocell. Aleshores fa un pas enrere per menjar-se l'ocell, presumiblement per complementar la seva dieta amb proteïnes.

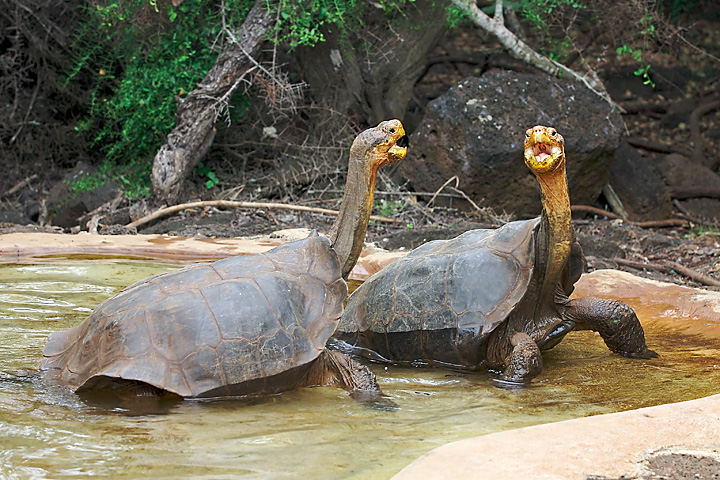
Un parell de tortugues que participen en una exhibició de domini

### Aparellament
L'aparellament es produeix en qualsevol època de l'any, tot i que té pics estacionals entre febrer i juny a les terres altes humides durant l'estació de pluges. Quan els mascles madurs es troben a l'època d'aparellament, s'enfronten en una exhibició de domini ritualitzat, s'aixequen sobre les cames i estiren el coll amb la boca oberta. De tant en tant, es produeix una mossegada al cap, però normalment la tortuga més curta es retira i concedeix els drets d'aparellament al vencedor. El comportament és més pronunciat a les subespècies de selló, que són més agressives i tenen el coll més llarg.
El preludi de l'aparellament pot ser molt agressiu, ja que el mascle xoca amb força la closca de la femella amb la seva i li força les cames a una posició inclinada. La part inferior còncava de la closca del mascle l'ajuda a equilibrar-se quan es troba a cavall sobre la closca de la femella i apropa el seu orifici cloacal (que allotja el penis) a la cloaca dilatada de la femella. Durant l'aparellament, el mascle vocalitza amb crits roncs i grunyits, descrits com a "gemecs rítmics". Aquesta és una de les poques vocalitzacions que fa la tortuga; es fan altres sorolls durant les trobades agressives, quan lluiten per adreçar-se, i xiulen mentre es retiren a les seves closques a causa de l'expulsió contundent d'aire.

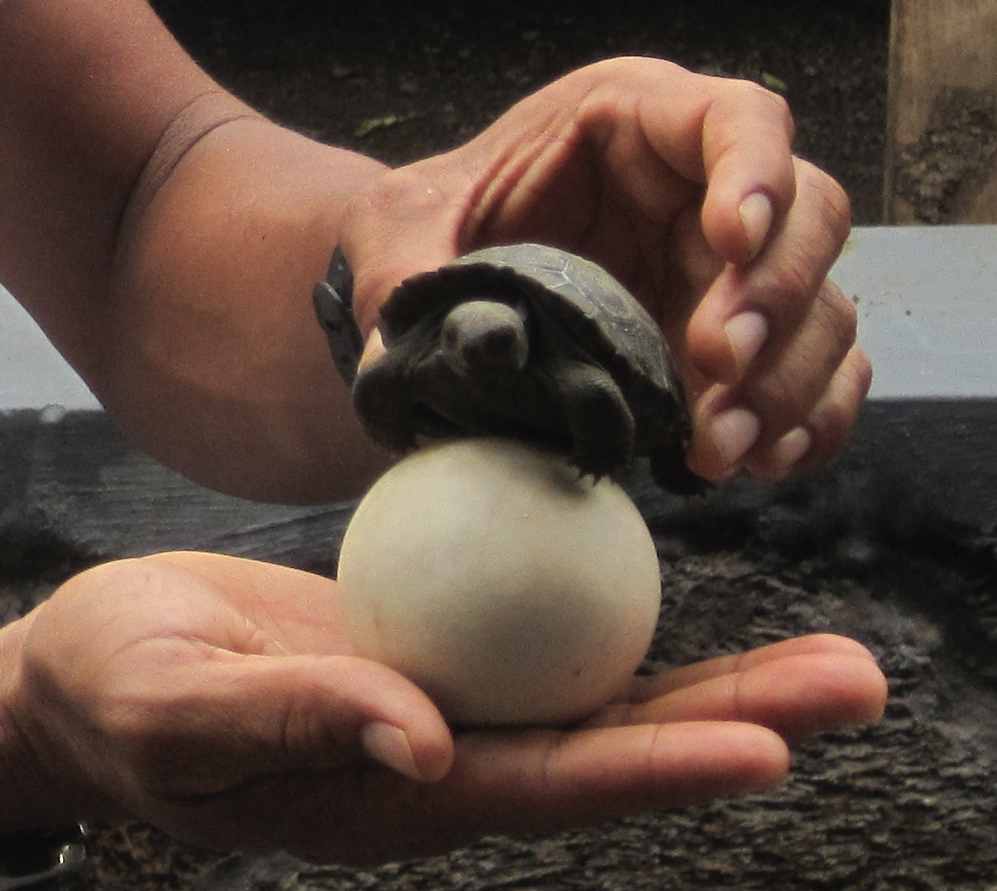
Una tortuga jove i un ou de tortuga

### Posta d'ous
Les femelles viatgen fins a diversos quilòmetres de juliol a novembre per arribar a les zones de nidificació de la costa seca i sorrenca. L'excavació del niu és una tasca fatigosa i elaborada que pot portar a la femella diverses hores al dia durant molts dies a completar-se. Es realitza a cegues utilitzant només les potes posteriors per excavar un forat cilíndric de 30 cm de profunditat, en el qual la tortuga diposita fins a 16 ous esfèrics i de closca dura que van des de 82 a 157 grams de massa, i la mida d'una bola de billar. Algunes observacions suggereixen que la mida mitjana de la posta per a les poblacions amb cúpula (9,6 per posta per a C. porteri a Santa Cruz) és més gran que la de selles (4,6 per posta a C. duncanensis a Pinzón). La femella fa un tap de fang per al forat del niu amb terra barrejada amb orina, segella el niu pressionant fermament amb el seu plastró i els deixa incubar pel sol. Les femelles poden posar d'una a quatre postes per temporada. La temperatura té un paper en el sexe de les cries, amb nius de temperatura més baixa que produeixen més mascles i nius de temperatura més alta produeixen més femelles. Això està estretament relacionat amb el temps d'incubació, ja que les postes que es posen d'hora s'incuben durant l'estació freda i tenen períodes d'incubació més llargs (produeixen més mascles), mentre que els ous posats més tard s'incuben durant un període més curt a l'estació calorosa (produeixen més femelles).

### Vida primerenca i maduració
Els animals joves surten del niu al cap de quatre a vuit mesos i poden pesar aproximadament uns 50 g (1.8 oz) i mesurar 6 cm (2.4 in). Quan les tortugues joves emergeixen de la closca, han d'excavar el camí cap a la superfície, cosa que pot trigar diverses setmanes, tot i que el seu sac vitel·li pot mantenir-les fins a set mesos. En condicions especialment seques, les cries poden morir sota terra si estan cobertes per un sòl endurit, mentre que les inundacions de la zona del niu poden ofegar-les. Inicialment, les subespècies són indistingibles, ja que totes tenen closques abovedades. Els joves romanen a les zones baixes més càlides durant els seus primers 10-15 anys, trobant perills com caure a esquerdes, ser aixafats per la caiguda de roques o un estrès per calor excessiu. El falcó de les Galàpagos era antigament l'únic depredador natiu de les cries de tortuga; Darwin va escriure: "Les tortugues joves, tan bon punt fan eclosió, són preses en gran nombre del broncho". El falcó és ara molt més rar, però va introduir-se porcs salvatges, gossos, gats, i les rates negres s'han convertit en depredadors d'ous i tortugues joves. Les tortugues adultes no tenen depredadors naturals a part dels humans; Darwin va assenyalar: "En general, els vells semblen morir d'accidents, com per caure en barrancs. Almenys alguns dels habitants em van dir que mai havien trobat cap mort sense una causa semblant".
La maduresa sexual s'assoleix al voltant dels 20-25 anys en captivitat, possiblement 40 anys en estat salvatge. Es creu que l'esperança de vida en estat salvatge és de més de 100 anys, que la converteix en una de les subespècies més longeves del regne animal. Harriet, un exemplar conservat al Zoo d'Austràlia, era la tortuga de Galápagos més antiga coneguda, havent arribat a una edat estimada de més de 170 anys abans de la seva mort el 2006. Chambers assenyala que Harriet probablement tenia 169 anys el 2004, tot i que els mitjans de comunicació van afirmar l'edat de 175 a la mort basant-se en una línia de temps menys fiable.